# Burka

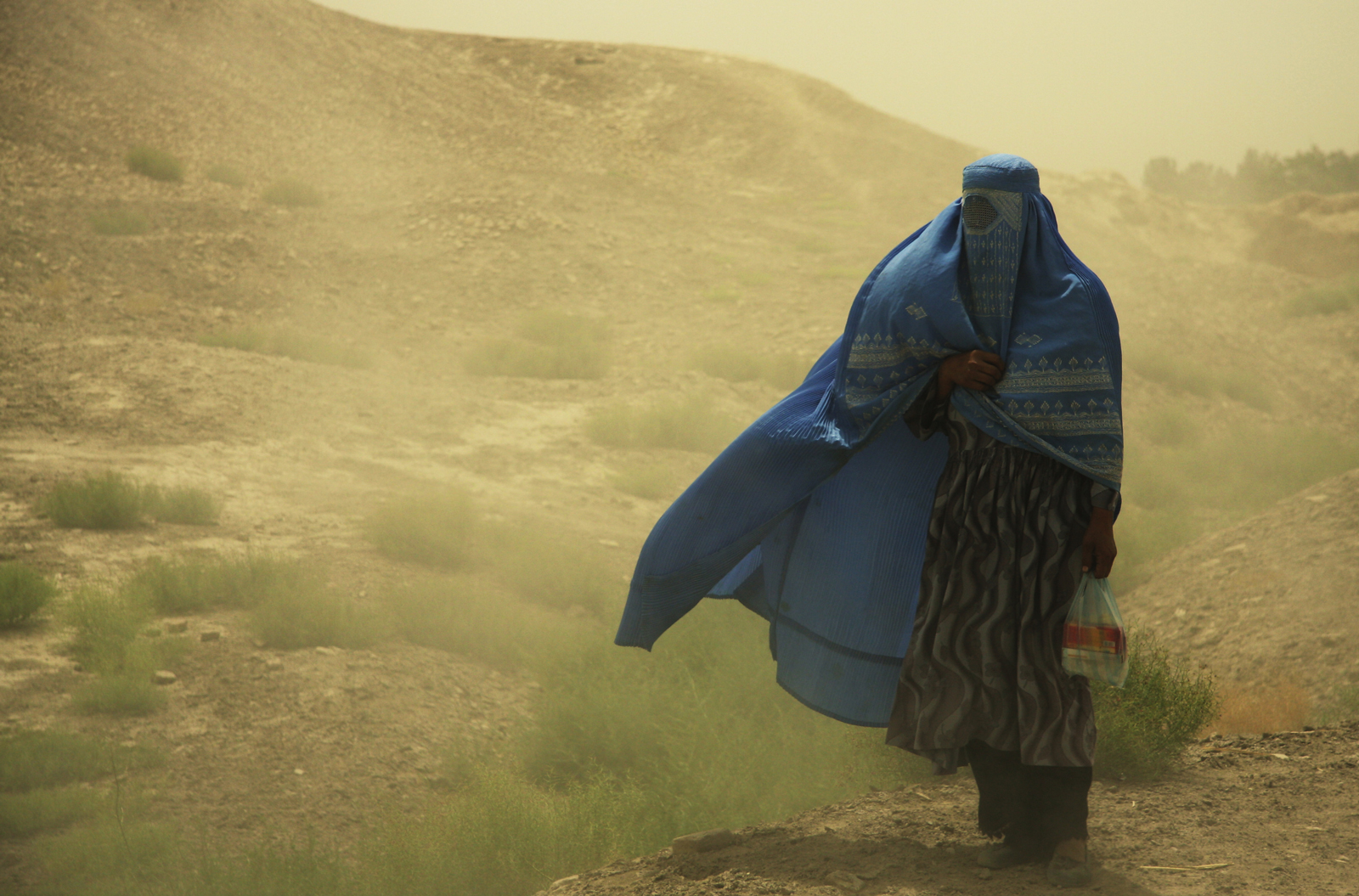
Mit einer Burka verschleierte Frau in Afghanistan

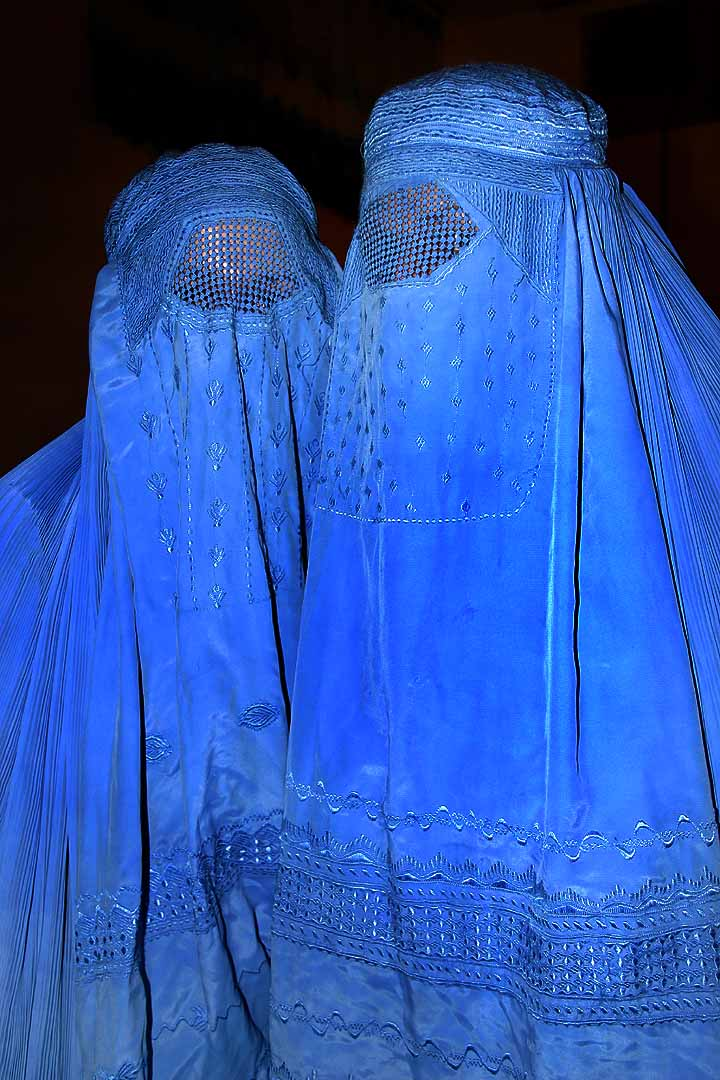
Zwei Frauen in Burkas

Die Burka (eigentlich Burqu, aus arabisch برقع, DMG burquʿ, Plural براقع, DMG barāqiʿ; in Pakistan auch als Barqa) ist ein Kleidungsstück, das der vollständigen Verschleierung des Körpers dient. Die Burka wird von vielen Frauen in Afghanistan und Teilen von Pakistan und Indien getragen, überwiegend von Paschtuninnen.
Das Tragen eines Ganzkörperschleiers hängt mit dem Umfang des als ʿAura („Scham“, „Blöße“) definierten Bereiches zusammen.  In westlichen Ländern wird unter „Burka“ mitunter zusammenfassend jede Form der religiös begründeten Vollverschleierung verstanden.

## Historische Entwicklung
Das Tragen von Burkas lässt sich anhand von Abbildungen ab dem späten 15. Jahrhundert nachweisen. So zeigt die bekannte, 1486 in Mainz erschienene Reisebeschreibung des Bernhard von Breidenbach, Die heyligen reyßen gen Jherusalem zů dem heiligen grab ..., in einem Holzschnitt von Erhard Reuwich eine Frau der sarraceni (Sarazenen) in Burka.

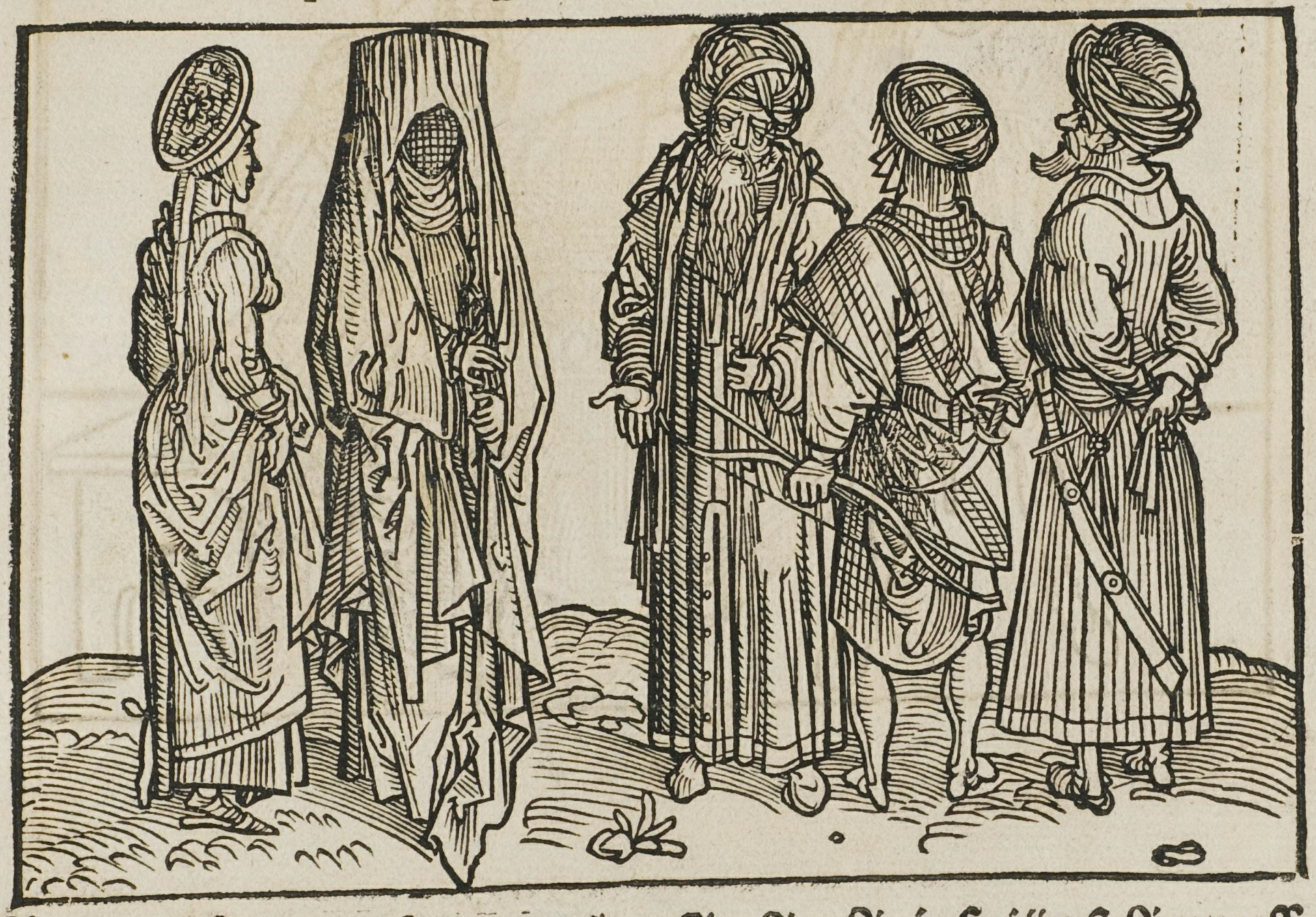
Sarazenen auf einem Holzschnitt von Erhard Reuwich im Peregrinatio in terram sanctam
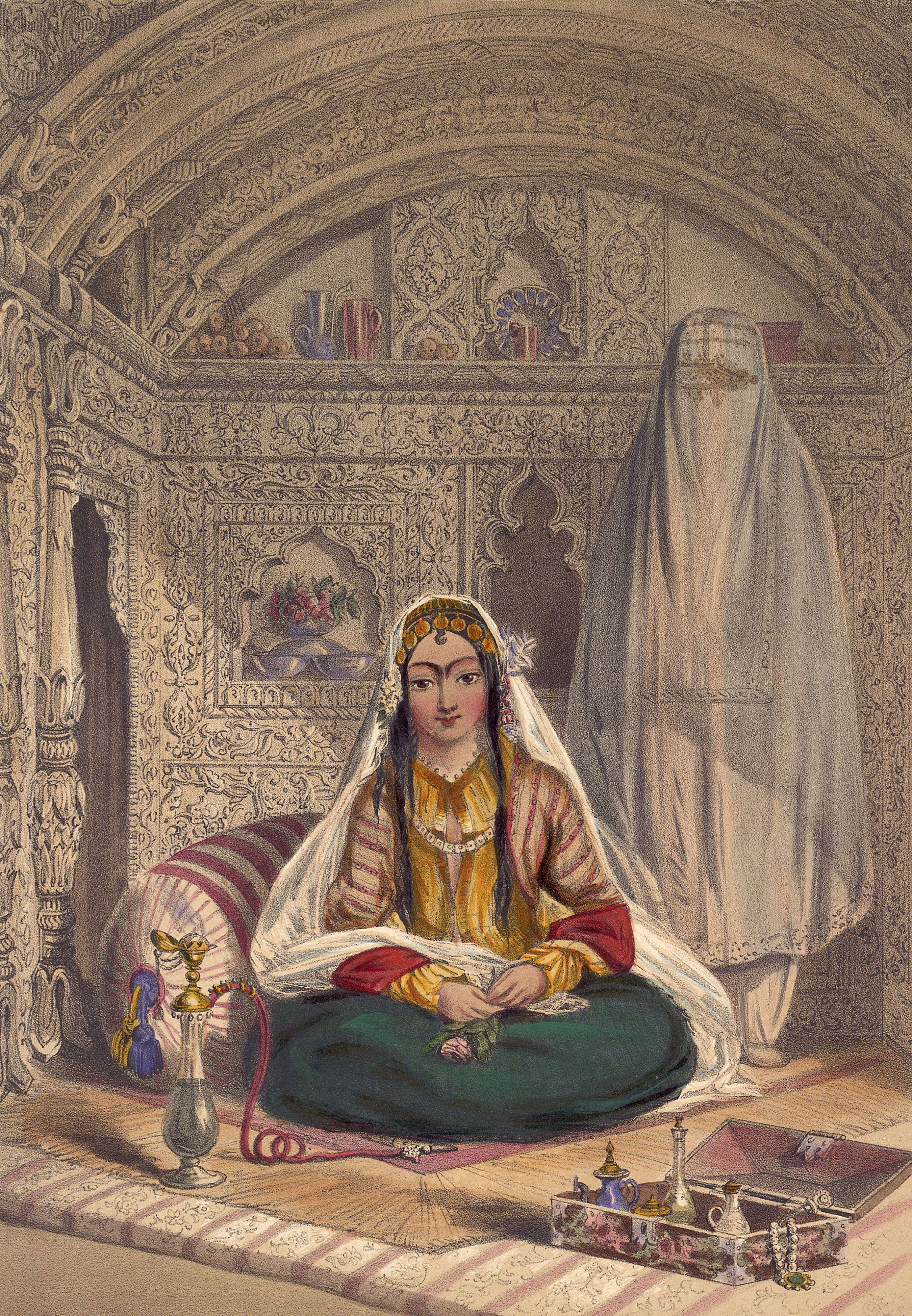
Lithographie von James Rattray, 1842, persische Kizilbasch-Frau in Afghanistan, hinter ihr eine Frau mit Burka
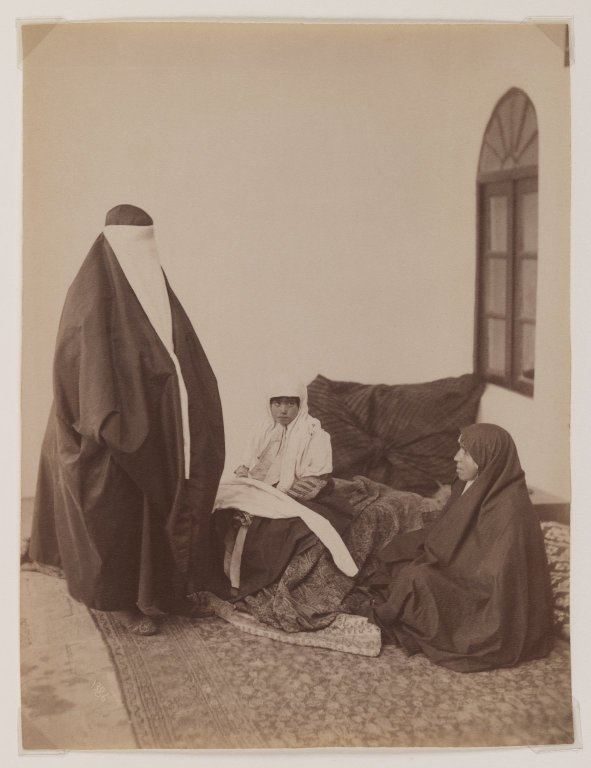
Antoin Sevruguin, Zwei verschleierte Frauen und ein Kind, Ende 19. Jh., Qajar. Brooklyn Museum

## Tragen der Burka in verschiedenen Ländern

### Afghanistan
Die afghanische Burka (Ganzkörperschleier wird in Afghanistan als چادرى Tschaderi und das Kopftuch als چادر Tschadar bezeichnet) besteht aus einem großen Stofftuch, mit dem oben eine flache Kappe vernäht ist. Manchmal ist im Stirnbereich ein Gummiband vernäht. Im Bereich der Augen ist eine Art Gitter aus Stoff oder Rosshaar als Sichtfenster eingearbeitet. Das Gesicht ist bei der afghanischen Burka vollständig bedeckt. Der Stoffüberwurf reicht entweder in der Rückenpartie bis auf den Boden und vorn bis zur Hüfte oder er fällt rundum bodenlang. Das Kleidungsstück entstand aus der Verbindung eines Körperschleiers mit einem Gesichtsschleier.
Afghanische Burkas sind meist blau, werden aber auch in anderen Farben (Schwarz, Grün, Orange oder Weiß) gefertigt und teilweise kunstvoll bestickt. Ursprünglich wurde die afghanische Burka nur in der Stadt getragen. Im Dorf war die Verschleierung unüblich. Bevor die Taliban alle Frauen zum Tragen einer Burka verpflichteten, war Blau eine eher seltene Farbe. Die (ursprünglich teurere) blaue Burka entwickelte sich für die Afghaninnen unter den Taliban zu einer der wenigen Möglichkeiten, sozialen Status durch Kleidung auszudrücken. Diese Mode wurde bald auch von weniger wohlhabenden Frauen nachgeahmt, so dass die blaue Farbe mittlerweile dominiert.
Nach dem Ende der Taliban-Regierung im Dezember 2001 (siehe Krieg in Afghanistan seit 2001) wurde die Vorschrift, eine Burka tragen zu müssen, aufgehoben. Dennoch wagen es nach wie vor viele Frauen nicht, das Haus ohne Burka zu verlassen. Das geschieht vor allem aus Sorge um ihre persönliche Sicherheit und ihren Ruf. Die Burka wird auch aus Gründen der Frömmigkeit und des traditionellen Stammesdenkens getragen. Auch ist sie mitunter ein Mittel, ärmliche Kleidung verbergen zu können. Im Vergleich zu Tschador und Çarşaf erlaubt die Burka viel mehr Bewegungsfreiheit, weil man bei ihr keine Stecknadeln oder anderen Befestigungsmittel tragen muss und das Kleidungsstück nicht verrutscht.
Im Mai 2022 verkündete Taliban-Anführer Hibatullah Achundsada die Wiedereinführung der Pflicht für Frauen, in der Öffentlichkeit ihr Gesicht zu bedecken. Empfohlen wurde dabei die Burka.

### Pakistan
Pakistanische Burkas lassen die Augen frei. Es ist im Prinzip ein schulterlanges Dreiecktuch, das das Haupthaar bedeckt, ein weiteres Stück Stoff wird so befestigt, dass die untere Gesichtshälfte bis zur Nase bedeckt ist. Das ist vergleichsweise praktisch, weil es bei Bedarf (etwa beim Essen) abgenommen werden kann, ohne dass die Burka abgelegt werden muss.

### Oman

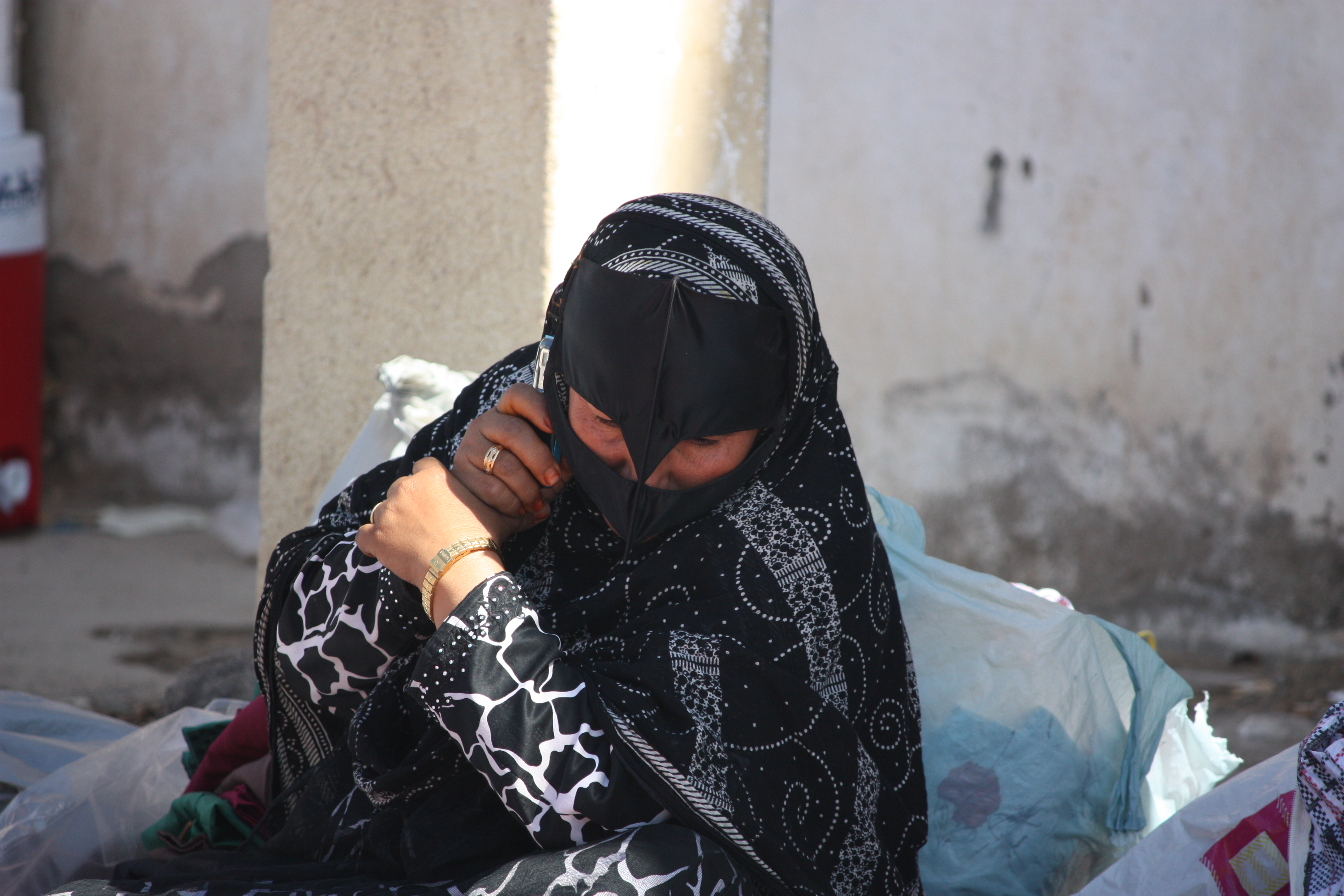
Eine omanische Burka, die vereinzelt auch noch in anderen Golfstaaten anzutreffen ist

In Oman wird unter dem Begriff Burka oder Burqa eine Gesichtsmaske verstanden, die sich sowohl vom arabischen Niqab (der oft fälschlich ebenfalls als „Burka“ bezeichnet wird) als auch von der afghanischen Burka sehr deutlich unterscheidet.
Die omanische Burka kann neben bunten Farben (rot, schwarz, oder mit Stickereien) auch golden metallisch glänzen. Die verschiedenen Farben und Formen signalisierten früher die Zugehörigkeit zu einem bestimmten Stamm, heute folgen sie überwiegend dem Modegeschmack der jeweiligen Trägerin. Ihren Ursprung hat diese Gesichtsmaske bei den dort lebenden Beduinen, denen sie bereits in vorislamischer Zeit als wirksamer Sonnenschutz diente.

## Verschleierungsverbot

Verbote 2025:
Landesweites Verbot
Verbot in Städten oder Regionen
Verkaufs- und Herstellungsverbot
Teilweises Verbot (z. B. in Regierungsgebäuden, Schulen, Flughäfen, Arbeitsplätzen etc.)

Verbote 2025:
Landesweites Verbot
Verbot in Städten oder Regionen
Teilweises Verbot (z. B. in Regierungsgebäuden, Schulen, Flughäfen, Arbeitsplätzen etc.)

In den vergangenen Jahren haben vor allem einige europäische Länder das Tragen einer Gesichtsverhüllung in der Öffentlichkeit per Gesetz entweder gänzlich (z. B. Österreich, Schweiz und Frankreich) oder teilweise (etwa an Schulen; z. B. Deutschland) verboten. Unter dieses Verbot fällt auch der Niqab.
Sri Lanka hat nach dem Terroranschlag am Ostersonntag 2019 ein Verbot gegen jede Art von Gesichtsschleier eingeführt. Das Verbot umfasst Gesichtsbedeckung, die Identifizierung verhindert.

## Literarische  Verarbeitung
Nach den intensiven Diskussionen in der europäischen Öffentlichkeit seit 2010 nehmen sich zunehmend Autoren im Feld der Belletristik des Themas an. Die Französin Lamia Berrada-Berca thematisiert in ihrem Roman Kant und das kleine rote Kleid Emigration und Burka: In der Hoffnung auf ein besseres Leben verlässt eine junge Frau mit ihrem Mann ihr Land Richtung Paris. Dort gerät sie in eine Krise: Noch immer muss sie eine Burka tragen, denn ihr Mann bestimmt über sie, und sie ist einsam. Eines Tages entdeckt sie in einem Schaufenster ein schönes rotes Kleid. Wenig später fällt ihr ein Buch von Kant in die Hände. Sie versteckt es vor ihrem Mann und beginnt gemeinsam mit ihrer kleinen Tochter, heimlich darin zu lesen. Allmählich spürt sie, wie nicht nur der Anblick des Kleids, sondern auch Kants Worte in ihr eine leise Sehnsucht wecken. Sie fühlt den Wunsch, den Schleier zu lüften, der sie vom Leben trennt, und endlich den weiten Horizont zu spüren, von dem sie bislang nur geträumt hat.
Christina von Braun und Bettina Mathes gehen 2007 in einer kulturgeschichtlichen Darstellung der Geschichte der Burka und anderer religiöser Bekleidung und sonstiger Symbole nach, darüber hinaus sehen sie sich das Verhältnis von Mann und Frau in den drei monotheistischen Religionen Islam, Christentum, Judentum an und erblicken aktuelle Fundamentalismen in allen Glaubensrichtungen.